# Martin Fauster
Martin Fauster (* 20. März 1972 in Leoben) ist ein österreichischer Koch.

## Leben
Nach der Kochlehre in Leoben und weiteren Stellen in Wien und Bad Ragaz (Schweiz) wechselte Fauster 1993 zu Alfons Schuhbecks Kurhausstüberl in Waging am See. 1995 ging er in das Massimiliano und 1997 ins Tantris bei Hans Haas (beide in München). In Frankreich arbeitete er 1999 bis 2000 in der Zwei-Sterne-Küche Maisons de Bricourt bei Olivier Roellinger in Cancale. 2001 wechselte er als Sous-Chef erneut ins Tantris bei Hans Haas.
Von 2004 bis 2018 war er Küchenchef im Restaurant Königshof in München, das jedes Jahr mit einem Michelin-Stern ausgezeichnet wurde. Ende 2018 wurde das Restaurant geschlossen und das Gebäude abgerissen; ein Ausweichquartier für das Restaurant konnte nicht gefunden werden. Fauster nahm sich danach eine Auszeit. Von Juni 2021 bis Jahresende kochte Fauster im Restaurant Morillon, das übergangsweise als Pop-up-Restaurant in der KellerWirtschaft von Franz Keller beherbergt wird.
Im Februar 2022 übernahm er das Restaurant Wolfshöhle in Freiburg von Sascha Weiss, das 2023 mit einem Michelinstern ausgezeichnet wurde.

## Auszeichnungen
- 2004: Aufsteiger des Jahres in der Zeitschrift Bunte
- 2004–2018: Ein Michelin-Stern für das Restaurant Königshof in München
- 2023: Ein Michelin-Stern für das Restaurant Wolfshöhle in Freiburg[4]